# Dans tes bras (film, 2009)
Pour les articles homonymes, voir Dans tes bras.
Pour plus de détails, voir Fiche technique et Distribution.
Dans tes bras est un film dramatique français réalisé par Hubert Gillet et produit par Sombrero Films, sorti en 2009.

## Fiche technique
- Titre : Dans tes bras
- Réalisation : Hubert Gillet
- Production : Sombrero Films, en association avec la SOFICA Cofinova 5
- Producteurs : Alain Benguigui, Thomas Verhaeghe
- Scénario : Anna da Palma, Hubert Gillet
- Pays d'origine :  France
- Langue : français
- Genre : drame
- Durée : 85 minutes
- Dates de sortie : France, 1er juillet 2009

## Distribution
- Michèle Laroque : Solange, la mère
- Martin Loizillon : Louis, le fils
- Catherine Mouchet : Adrienne, la mère adoptive
- Lola Naymark : Clémentine
- Bonnafet Tarbouriech : Le patron de l'hôtel